# Acció de Maella
L'acció de Maella va ser una batalla de la primera carlinada que va tenir lloc l'1 d'octubre de 1838 prop de Maella (Baix Aragó-Casp). Va acabar en una destacada victòria carlina que va comportar la mort del general Ramon Pardiñas i la desbandada de les forces lliberals.

## Antecedents
La rebel·lió va esclatar després de la convocatòria de les Corts el 20 de juny de 1833 quan el pretendent don Carles, refugiat a Portugal es va negar a jurar lleialtat a Maria Cristina de Borbó-Dues Sicílies i l'1 d'octubre, recolzat per Miquel I de Portugal va el seu dret al tron. A Morella Rafael Ram de Viu Pueyo va proclamar rei a Carles V el 13 de novembre, tot i que va ser ocupada per forces liberals el 10 de desembre, i a la mort de Ram de Viu Manuel Carnicer va assumir la prefectura militar de l'exèrcit carlí al Baix Aragó i el Maestrat. L'execució de Carnicer va ocasionar l'assumpció del comandament del front per Ramon Cabrera. A la primavera de 1836, aquest ja comandava 6.000 homes i 250 cavalls que operaven a l'entorn de Cantavella, que va fortificar i es va convertir en el centre d'operacions, amb una presó, fàbrica d'artilleria i dos hospitals.
Cabrera es va afegir a l'Expedició Gómez per intentar prendre Madrid, deixant afeblit el Maestrat, i un cop superat el període de paralització de l'exèrcit causat pel Motí de la Granja de San Ildefonso, es va nomenar Evaristo San Miguel com a comandant de l'exèrcit del Centre, que va capturar Cantavella, recuperada en 24 d'abril de 1837, quan la seva guarnició es va rendir en un atac simultani dels carlins a Cantavella, Sant Mateu i Benicarló. El 31 de gener de 1838, procedent de Benicarló, entrava Ramon Cabrera a Morella.
El 9 de febrer Cabrera posà setge a Gandesa però el 24 de febrer ordenà al coronel Juan Cabañero que abandonés el setge i sorprendre Saragossa, que suposaria la ràpida presa de tot l'Aragó, la connexió dels fronts català i navarrès, i la de tot Espanya al nord de Madrid. El 3 març van sortir de Gandesa uns tres-cents genets de la Cavalleria de Tortosa, manada pel coronel José Lespinace, i entre 2.200 i 3.000 infants a les ordres del brigadier Cabañero que van assaltar Saragossa però els saragossans van llançar-se en massa al carrer i lluitar contra els invasors, que van fugir. A continuació queien Calanda, Alcorisa i Samper, i després del fallit assalt a Alcanyís, la vila va quedar bloquejada i aïllada fins al final de la guerra, i Ramon Cabrera va seguir expandint el seu territori i signant amb Antonio van Halen y Sarti el conveni de Segura. Quan Cabrera va estar-se a Valdealgorfa a la fi de setembre, va saber que Ramón Pardiñas es trobava a Maella amb la divisió del Ramillete, segons els cristins, la millor del seu exèrcit, i s'hi va dirigir per combatre-la.

## Batalla

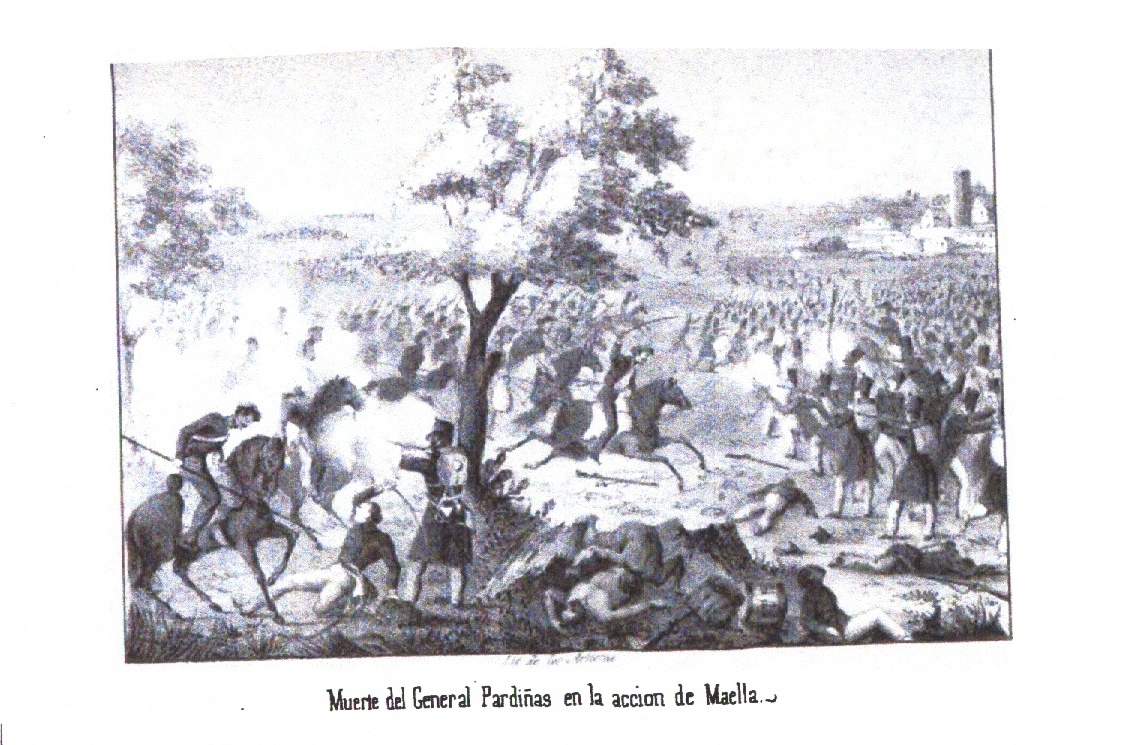
Mort del general Pardiñas a l'acció de Maella

Els carlins comptaven amb unes forces d'uns 3500 infants i 500 genets, mentre que els liberals eren superiors en nombre, amb uns 5.000 infants i 300 genets.
L'1 d'octubre de 1838 Ramón Pardiñas va disposar la cavalleria amb dos batallons pel centre, dos batallons a l'esquerra, que havien d'envoltar els carlins, i un batalló havia de prendre posicions en una altura a l'esquerra. L'ala esquerra carlina fou obligada a retrocedir, i durant la lluita, Ramon Cabrera fou ferit en una mà, però per evitar que els carlins s'aturessin com en la batalla de Torreblanca, immediatament va dirigir una càrrega desesperada de cavalleria que va aixecar la moral de les seves forces i va desorganitzar l'esquerra dels liberals, que van contraatacar infructuosament. Quan l'esquerra carlina també es desorganitzà, Cabrera s'hi dirigí, arengà els homes i la recomposà. El general liberal Pardiñas va morir en la fase final de l'acció, i els 1500 supervivents es van retirar cap a Casp deixant al camp de batalla més de 3.000 presoners i uns 500 morts, per només 264 morts dels carlins.

## Conseqüències
A banda de rebre les màximes mostres d'estima per part del rei, el qual li envià una carta autògrafa amb expressions d'afecte personal, Cabrera rebé els despatxos que l'acreditaven com a Tinent General i comte de Morella, títol que havia de servar la resta de la seva vida i que perduraria en els seus fills després de la seva mort.
Amb la derrota dels liberals a Maella, Ramon Cabrera va ocupar tot el territori fins a la conca del Jalón i Calataiud, però amb la signatura del Conveni de Bergara l'agost de 1839 es va veure aïllat i encerclat per les forces liberals, que a finals de 1839 havien muntat una línia de fortificacions des d'Alcanyís a Castel de Cabra, per incomunicar i assetjar una a una les posicions carlines: Espartero pren Segura el 27 de febrer i poc després Castellote mentre des del sud O'Donnell ocupà Aliaga, Alcalá de la Selva, i finalment Cantavella l'11 de maig. Perduda Morella, Cabrera va creuar l'Ebre arribant a Berga, havent de fugir a França el mes de juliol.